# Tartaroblatta tartara
Tartaroblatta tartara är en kackerlacksart som först beskrevs av Henri Saussure 1874.  Tartaroblatta tartara ingår i släktet Tartaroblatta och familjen småkackerlackor. Inga underarter finns listade i Catalogue of Life.